# Mannia californica
Mannia californica là một loài rêu trong họ Aytoniaceae. Loài này được Gottsche L.C. Wheeler mô tả khoa học đầu tiên năm 1934.